# Jean de Buz
Jean de Buz (mort à  Villemareuil le 9 octobre 1552)  est un ecclésiastique, évêque de Meaux de 1535 à sa mort.

## Biographie
Jean de Buz est le fils de Charles, seigneur de Villemareuil, et de Marguerite Bureau. Son frère Antoine est prévôt de l'église de Meaux. À la mort du cardinal Antoine Duprat, le roi François Ier s'empresse d'écrire au chapitre de chanoines de Meaux pour leur interdire de procéder à l'élection de son successeur car il a décidé conformément au concordat de Bologne d'attribuer l'évêché à Jean de Buz. Ce dernier déjà curé de Saint-Jean-les-Deux-Jumeaux est déjà pourvu en commende  des abbayes de Notre-Dame de Chaâge (1531) et de Saint-Faron (1533), toutes deux dans le diocèse de Meaux. Le nouvel évêque reçoit ses bulles de confirmation le 13 août 1535 mais il ne prend possession de son siège épiscopal qu'en mai 1542. Il fait publier un bréviaire pour son diocèse et doit faire face à Meaux à un premier conflit avec les partisans de la réforme protestante ; une assemblée d'une soixantaine de personnes est dispersée et le Parlement condamne quatorze de ses membres à être brûlés vifs le 4 octobre suivant. Jean de Buz laisse le souvenir d'un commendataire avide. Il est également en conflit d'intérêts avec Marie Baudry, l'abbesse régulière des  religieuses de l'abbaye de Faremoutiers qui menaient une vie régulière exemplaire et en 1549 il fait ériger en cure en faveur d'un confidentiaire l'église de Villemareuil fondée par ses ancêtres mais qui dépendait du prieur de Saint-Fiacre. Il meurt le 9 octobre 1552 dans son château de Villemareuil et est inhumé dans l'église locale.